# Кеп-Мей (Нью-Джерсі)
Кейп-Мей (англ. Cape May) — місто (англ. city) в США, в окрузі Кейп-Мей штату Нью-Джерсі на березі Атлантичного океану і є найпівденнішим населеним пунктом штату. Населення — 2768 осіб (2020), збільшується влітку до 40 000.

## Географія
Кейп-Мей розташований за координатами 38°56′27″ пн. ш. 74°54′12″ зх. д. / 38.94083° пн. ш. 74.90333° зх. д. (38.940782, -74.903198).  За даними Бюро перепису населення США в 2010 році місто мало площу 7,10 км², з яких 6,23 км² — суходіл та 0,88 км² — водойми. В 2017 році площа становила 7,50 км², з яких 6,44 км² — суходіл та 1,06 км² — водойми.

### Клімат
| Клімат : Кеп-Мей        | Клімат : Кеп-Мей | Клімат : Кеп-Мей | Клімат : Кеп-Мей | Клімат : Кеп-Мей | Клімат : Кеп-Мей | Клімат : Кеп-Мей | Клімат : Кеп-Мей | Клімат : Кеп-Мей | Клімат : Кеп-Мей | Клімат : Кеп-Мей | Клімат : Кеп-Мей | Клімат : Кеп-Мей | Клімат : Кеп-Мей |
| Показник                | Січ.             | Лют.             | Бер.             | Квіт.            | Трав.            | Черв.            | Лип.             | Серп.            | Вер.             | Жовт.            | Лист.            | Груд.            | Рік              |
| Середній максимум, °C   | 7,2              | 8,7              | 10,2             | 15,2             | 20,3             | 25,4             | 28,1             | 27,5             | 24,4             | 19,0             | 13,6             | 8,2              | 17,1             |
| Середня температура, °C | 1,8              | 2,7              | 6,2              | 11,3             | 16,3             | 21,5             | 24,3             | 23,8             | 20,8             | 14,9             | 9,7              | 4,6              | 13,2             |
| Середній мінімум, °C    | −0,8             | 0,1              | 2,3              | 7,3              | 12,2             | 17,6             | 21,1             | 20,2             | 17,2             | 10,9             | 5,9              | 0,8              | 9,4              |
| Норма опадів, мм        | 85               | 71               | 106              | 92               | 92               | 81               | 96               | 103              | 82               | 92               | 82               | 91               | 1073             |
| Вологість повітря, %    | 68.3             | 67.4             | 65.2             | 63.3             | 67.9             | 72.2             | 71.4             | 74.4             | 71.5             | 69.4             | 68.6             | 68.3             | 69.0             |
| ----------------------- | ---------------- | ---------------- | ---------------- | ---------------- | ---------------- | ---------------- | ---------------- | ---------------- | ---------------- | ---------------- | ---------------- | ---------------- | ---------------- |
| Джерело: PRISM          |                  |                  |                  |                  |                  |                  |                  |                  |                  |                  |                  |                  |                  |

## Демографія
Згідно з переписом 2010 року, у місті мешкало 3607 осіб у 1457 домогосподарствах у складі 783 родин. Було 4155 помешкань
Расовий склад населення:
| - 89,0 % — білих - 4,9 % — чорних або афроамериканців - 0,7 % — азіатів - 0,3 % — корінних американців - 0,1 % — вихідців з тихоокеанських островів - 2,3 % — осіб інших рас |

До двох чи більше рас належало 2,7 %. Частка іспаномовних становила 8,6 % від усіх жителів.
За віковим діапазоном населення розподілялося таким чином: 12,8 % — особи молодші 18 років, 59,6 % — особи у віці 18—64 років, 27,6 % — особи у віці 65 років та старші. Медіана віку мешканця становила 42,2 року. На 100 осіб жіночої статі у місті припадало 104,7 чоловіків;  на 100 жінок у віці від 18 років та старших — 107,4 чоловіків також старших 18 років.
Середній дохід на одне домашнє господарство  становив 88 856 доларів США (медіана — 50 625), а середній дохід на одну сім'ю — 121 088 доларів (медіана — 96 818). Медіана доходів становила 45 045 доларів для чоловіків та 50 515 доларів для жінок. За межею бідності перебувало 12,9 % осіб, у тому числі 42,2 % дітей у віці до 18 років та 4,8 % осіб у віці 65 років та старших.
Цивільне працевлаштоване населення становило 1254 особи. Основні галузі зайнятості: мистецтво, розваги та відпочинок — 19,5 %, освіта, охорона здоров'я та соціальна допомога — 16,6 %, роздрібна торгівля — 13,7 %.